# Hélice (revista)
Hélice fue una revista de vanguardia ecuatoriana fundada por el pintor Camilo Egas. Contó con cinco ediciones, publicadas entre abril y septiembre de 1926. El secretario general de la revista fue el periodista y dramaturgo Raúl Andrade. Algunas de las tendencias artísticas promulgadas en Hélice fueron el ultraísmo, el creacionismo, el surrealismo, el futurismo y el indigenismo, además del estandarte del arte por el arte.
El nombre de la publicación fue elegido como alusión a la propulsión que Egas y Andrade sentían que necesitaba la cultura ecuatoriana de la época, además del carácter de la hélice como símbolo futurista. El contenido de la revista incluía manifiestos, poemas, relatos, entrevistas, caricaturas, críticas de arte, artículos de opinión, ilustraciones, reproducciones de pinturas y esculturas, traducciones y partituras musicales.
El lema de la revista fue definido por el poeta Gonzalo Escudero en el primer número de la revista en los siguientes términos:

Estética de movilidad, expansión, de dinamia. Nunca la naturaleza en nosotros, sino nosotros en la naturaleza... Comprendemos que el Arte es la alquimia de la inverosimilitud, porque si el Arte fuera la verdad, la expresión artística no existiría... Sólo el artista crea, multiplica, destruye... Cosmopolitismo, audacia, autenticidad. ... universalizar el arte de la tierra autóctona, porque la creación criolla no exhuma las creaciones extrañas, antes bien, las asimila, las agrega, las identifica bajo el cielo solariego... Nihilistas, sin maestros, ni semidioses, proclamamos la destrucción de la naturaleza para crearla de nuevo

En varios editoriales publicados en la revista, los colaboradores se oponían y se expresaban con ironía del canon literario y de las formas clásicas que proponían las élites artísticas ecuatorianas de la época, entre ellas la Sociedad Jurídica-Literaria y la Sociedad de Amigos de Montalvo. Hélice, por su lado, también recibió críticas de otros sectores, como en un artículo de la revista Atlántida en que se acusaba a la revista de "autolata" y de "doméstica comodidad", además de tachar a los colaboradores como analfabetos, "estetas incomprendidos por demasiado vulgares" y "jóvenes envenenados por la envidia".
La revista poseía una marcada tendencia socialista.

## Colaboradores
Entre los pintores, caricaturistas e ilustradores que colaboraron en la revista se cuentan a Camilo Egas, Guillermo Latorre, Efraín Diez, Kanela, Juan Pavel, Sergio Guarderas y Pedro León.
Del lado de los poetas, colaboraron con textos figuras como Gonzalo Escudero, Alfredo Gangotena, Gonzalo Zaldumbide, Jorge Carrera Andrade, Hugo Mayo, Miguel Ángel Zambrano, Miguel Ángel León y Jorge Reyes. Raúl Andrade participó publicando greguerías. El único narrador del grupo fue el lojano Pablo Palacio, quien publicó los cinco primeros cuentos de su libro Un hombre muerto a puntapiés (1927) en los cinco números que alcanzó la revista:
- Un hombre muerto a puntapiés, aparecido en el número 1 (abril de 1926)
- El antropófago, aparecido en el número 2 (mayo de 1926)
- Brujería primera, aparecido en el número 3 (junio de 1926)
- Brujería segunda, aparecido en el número 4 (julio de 1926)
- Las mujeres miran a las estrellas, aparecido en el número 5 (septiembre de 1926)